# Luise Hensel
Luise Hensel (30. marts 1798 – 18. december 1876) var en tysk religiøs forfatter og digter. Hun var søster til maleren Wilhelm Hensel, der var gift med komponisten Fanny Hensel (født Mendelssohn).

## Biografi
Luise Hensel blev født den 30. marts 1798 i landsbyen Linum i den tyske delstat Brandenburg. Efter faderens død i 1809 flyttede hun og hendes mor til Berlin.
I sin ungdom var hun eftertragtet af forskellige mænd, deriblandt forfatteren Clemens Brentano og komponisten Ludwig Berger. Hun gengældte ikke deres følelser, men til Brentano skrev og sendte hun dog 20 sange, om hvilke han i 1817 skrev til sin bror: "Disse sange knuste først mit hjerte og fik mig til at græde, deres sandhed og enkelhed virkede for mig som det helligste, mennesket kunne skabe."
En anden forfatter, Wilhelm Müller, var også håbløst forelsket i Hensel. Han beskrev sin ugengældte kærlighed til hende i sine digtsamlinger Die schöne Müllerin og Winterreise. Franz Schubert satte musik til Die schöne Müllerin i 1823 og til Winterreise i 1828, og de to sangcyklusser, der blev ud af det, hører i dag til hans populæreste. Et venskab med Ludwig von Gerlach, der senere blev lærer for Otto von Bismarck, førte hende ind i partiet Zentrums inderkreds. Partiet var en stor magtfaktor i Tyskland. Dette stred mod hendes religiøse holdninger og førte til en følelsesmæssig krise, der gjorde, at hun meldte sig ind i den romerskkatolske kirke.
I 1819 forlod hun Berlin og blev selskabsdame for fyrstinde Mimi Salm-Reifferscheidt-Krautheim, med hvem hun rejste til Münster og Düsseldorf. I Münster styrkedes hendes katolske tro takket være den katolske teolog Bernhard Overberg. Den 6. marts 1820 pålagde hun sig selv cølibat.
I 1821 tog hun arbejde som lærerinde for enken efter digteren grev Friedrich Leopold zu Stolberg i byen Sondermühlen, hvor hun boede til 1823. Her fuldendte hun sin religiøse udvikling. Derefter rejste hun med sin plejesøn Rudolf Rochs, der var søn af hendes tidligt afdøde søster, til den westfalske by Wiedenbrück, hvor hun indskrev ham på byens drengeskole. De tilbragte et roligt liv i byen til 1827.

### Pilgrimsliv
Derefter begyndte Luise Hensel et fromt og beskedent liv som pilgrim. Det begyndte med, at hun i seks år underviste i en kirke i Aachen. En af hendes elever var Clara Fey, der siden stiftede den katolske orden "Søstrene af Jesu Fattige Børn". Hendes religiøse hengivenhed blev endnu en gang sat på prøve at kærligheden, denne gang i form af et frieri fra lægen Clemens August Alertz, der siden blev livlæge for Pave Pius IX. Hun brugte resten af sit liv på at undervise og skrive religiøse værker, og hun skiftede tit bopæl. Hun døde i Paderborn den 18. december 1876, 78 år gammel.

## Værker
Luise Hensels Gedichte (Digte), der også har digte af hendes søster Wilhelmine, blev udgivet 1858. De afspejler en tankefuld fromhed og er et fornemt eksempel på tysk religiøs digtning. I 1869 udkom Lieder (Sange) og i 1878 Briefe der Dichterin Luise H. (Digteren Luise H.'s breve, posthumt).